# ژیمناسیوم عبری هرتزلیا

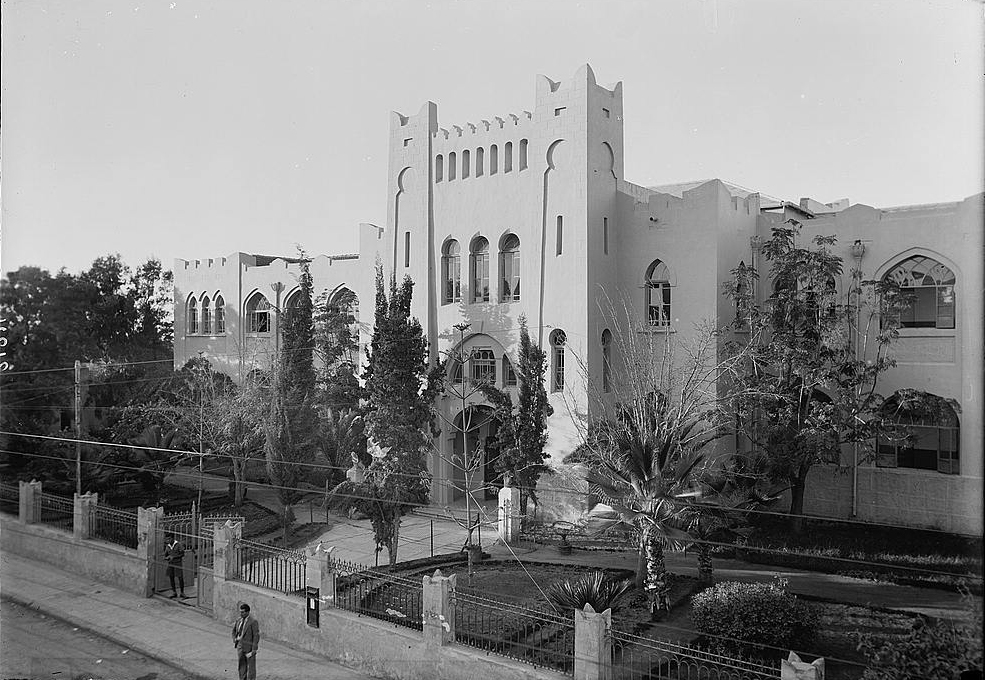
نمایی از ساختمان ژیمناسیوم عبری هرتزلیا در سال ۱۹۲۲ میلادی.

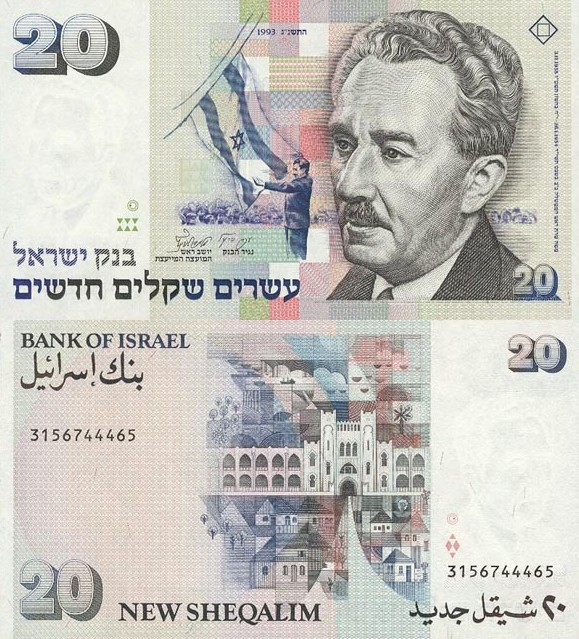
تصویر پشت اسکناس ۲۰ شِکِلی اسرائیل با طرحی از ژیمناسیوم عبری هرتزلیا.

دبیرستان عبری هرتزلیا (عبری: בית הכנסת הגדול) نام نخستین دبیرستان تل‌آویو بود که در سال ۱۹۰۵ در خیابان هرتسل ساخته شد. این دبیرستان در سال ۱۹۶۲ میلادی و با وجود مخالفت گسترده افکار عمومی، توسط مالکین خصوصی تخریب و برج تجاری ۳۴ طبقه شالوم مئیر جایگزین آن شد. تخریب مدرسه عبری هرتزلیا یکی از علل تشکیل انجمن حفاظت از میراث فرهنگی اسرائیل و تصویب قوانین مربوط به نگهداری و حراست از میراث تاریخی کشور شد.
ساختمان جدید ژیمناسیوم عبری هرتزلیا اکنون در «شماره ۱۰۶ خیابان ژابوتینسکی» واقع شده‌است.

## نگارخانه

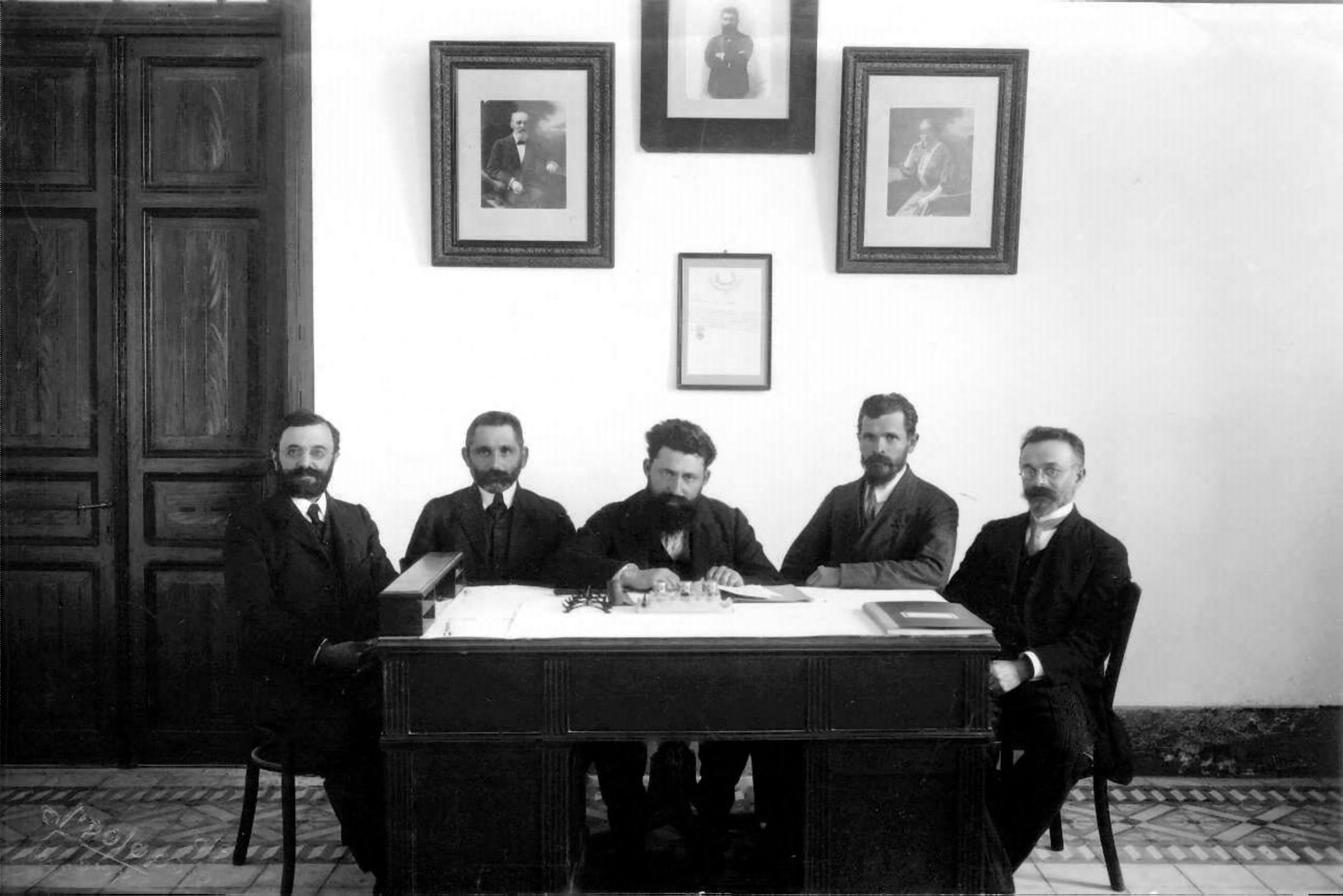
اعضای هیئت‌رئیسه دبیرستان عبری در سال ۱۹۱۰
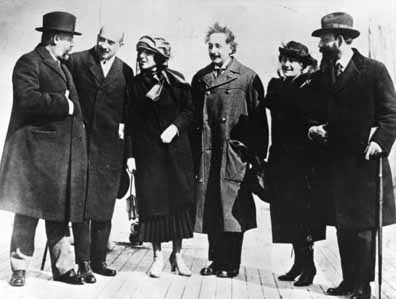
آلبرت اینشتین در بازدید از دبیرستان عبری
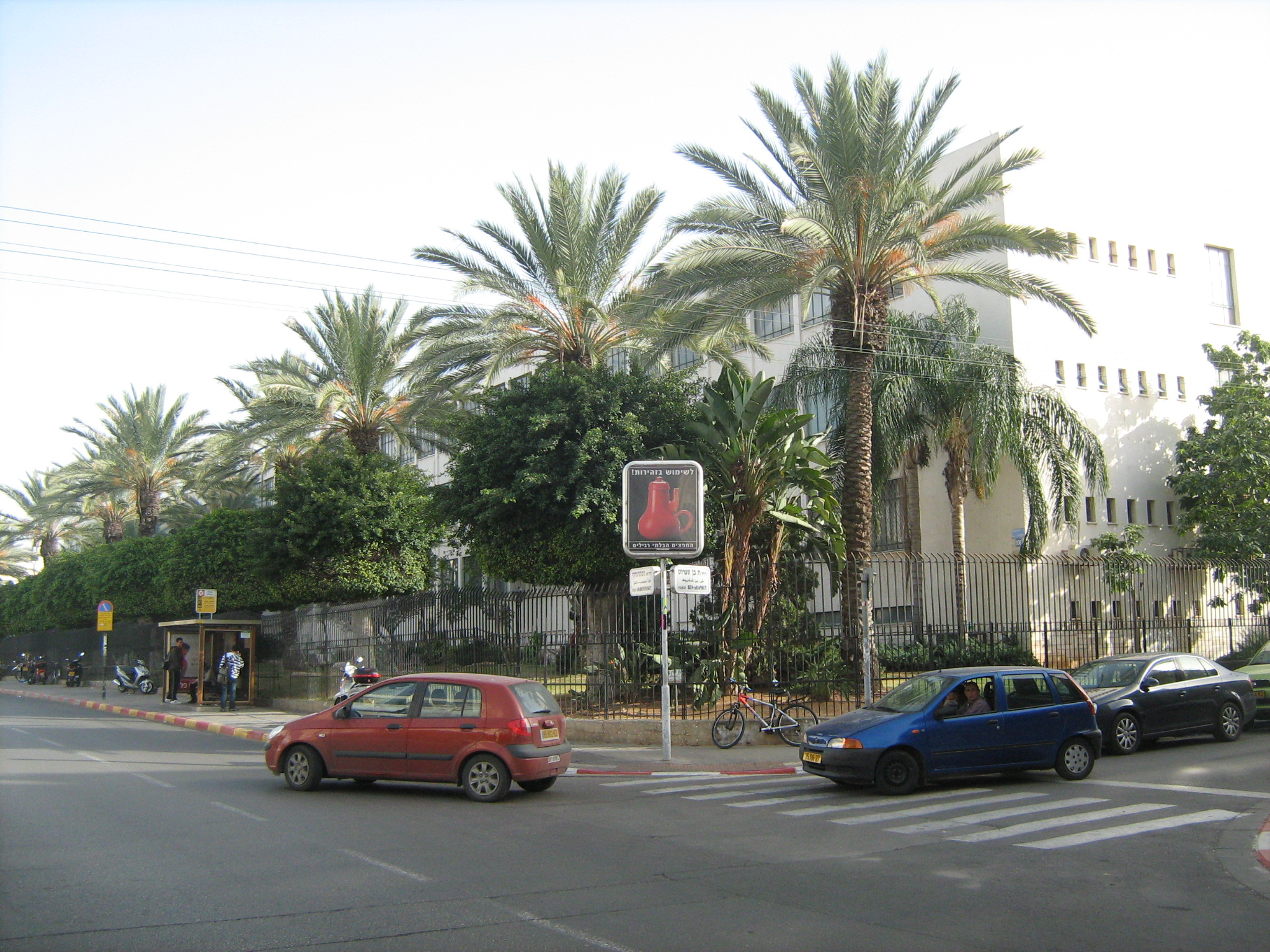
ساختمان جدید ژیمناسیوم عبری هرتزلیا در خیابان ژابوتینسکی تل‌آویو